# Gran Premio Tartu
El Gran Premio Tartu (oficialmente: GP Tartu) fue una carrera ciclista profesional de un día estonia que se disputa anualmente en la ciudad de Tartu y sus alrededores.
Se disputaba desde 2002 en la categoría 1.5 (última categoría del profesionalismo) subiendo al año siguiente a la 1.3; desde la creación de los Circuitos Continentales UCI en 2005 formó parte del UCI Europe Tour, dentro de la categoría 1.1. Durante su historia la prueba ha cambiado de denominación en varias ocasiones:
- Tartu Tänavasõit
- GP Ühispanga Tartu
- SEB Eesti Ühispank Tartu GP
- SEB Tartu GP

En 2013 se fusionó con el Gran Premio Tallin-Tartu formando el Tour de Estonia.
El corredor que más veces se ha impuesto en la carrera es Jaan Kirsipuu, con tres victorias consecutivas.

## Palmarés
| Año  | Ganador             | Segundo             | Tercero           |
| ---- | ------------------- | ------------------- | ----------------- |
| 2002 | Jaan Kirsipuu       | Janek Tombak        | Oleg Grishkine    |
| 2003 | Jaan Kirsipuu       | Janek Tombak        | Kazimierz Stafiej |
| 2004 | Mark Scanlon        | Slawomir Kohut      | Jimmy Engoulvent  |
| 2005 | Tomas Vaitkus       | Andrus Aug          | Mikhail Timoshin  |
| 2006 | Wojciech Pawlak     | Allan Oras          | Tomasz Kiendyś    |
| 2007 | Erki Pütsep         | Caspar Austa        | Janek Tombak      |
| 2008 | Aleksejs Saramotins | Janek Tombak        | Erki Pütsep       |
| 2009 | Hannes Blank        | Aleksejs Saramotins | Janek Tombak      |
| 2010 | Tanel Kangert       | Toms Skujiņš        | Adrian Honkisz    |
| 2011 | Jean-Eudes Demaret  | Rene Mandri         | Jonas Ljungblad   |
| 2012 | Rene Mandri         | Paul Voss           | Zakkari Dempster  |

## Palmarés por países
| País     | Victorias |
| -------- | --------- |
| Estonia  | 6         |
| Alemania | 1         |
| Francia  | 1         |
| Irlanda  | 1         |
| Letonia  | 1         |
| Lituania | 1         |
| Polonia  | 1         |